# کامپولی آپنینو
کامپولی آپنینو (به ایتالیایی: Campoli Appennino) یک کومونه در ایتالیا است که در استان فروزینونه واقع شده‌است.

## خصوصیات
کامپولی آپنینو ۳۳٫۴ کیلومترمربع مساحت و ۱٬۷۵۰ نفر جمعیت دارد و ۶۵۰ متر بالاتر از سطح دریا واقع شده‌است.